# 魔法门V：黑暗魔君大反扑
《魔法门V：黑暗魔君大反扑》（又译作、，英文缩写）是由New World Computing制作组开发，于1993年发行，运行于MS-DOS、Mac等平台的一款角色扮演类游戏。它是魔法门系列游戏的第五版，剧情接在《魔法门IV：星云之谜》之后。

## 决战星云世界

《魔法门：星云世界》封面

《魔法门：决战星云世界》（英語：Might and Magic: World of Xeen）是一个整合游戏。如果《魔法门IV：星云之谜》和《魔法门V：黑暗魔君大反扑》装在一个系统中的话，它们可以整合成在一个“星云世界”中。《决战星云世界》游戏包含《魔法门IV》和《魔法门V》的所有内容，另外还有一些附加的任务。1994年，New World Computing单独发行了《魔法门：决战星云世界》CD。